# Greatest Hits from the Bong
Greatest Hits from the Bong je drugi kompilacijski album američke hip hop grupe Cypress Hill, izdan je krajem 2005. godine. 
Na albumu se, osim najvećih hitova grupe, nalaze i dvije potpuno nove pjesme "The Only Way" i "EZ Come EZ Go" i Reggaeton mix pjesme "Latin Thugs". 

## Popis pjesama
U zagradi se nalaze ime albuma na kojem se nalazi pjesma
1. "How I Could Just Kill a Man"  (Cypress Hill) – 4:08
2. "Hand on the Pump" Cypress Hill) – 4:02
3. "Latin Lingo"  (Cypress Hill) – 3:59
4. "Insane in the Brain" (Black Sunday) – 3:27
5. "I Ain't Goin' Out Like That" (Black Sunday) – 4:24
6. "Throw Your Set in the Air" (III: Temples of Boom) – 4:05
7. "Dr. Greenthumb" (IV) – 4:25
8. "(Rock) Superstar" (Skull & Bones) – 4:37
9. "Latin Thugs" (featuring Tego Calderón) (Till Death Do Us Part) – 3:46
10. "The Only Way"  – 3:42
11. "EZ Come EZ Go" – 4:04
12. "Latin Thugs" (Reggaeton Mix) (featuring Tego Calderón) – 3:39
13. "Tequila Sunrise" (featuring Barron Ricks) (IV) - 4:44*
14. "Can't Get the Best of Me" (Skull & Bones) - 4:15*
15. "Lowrider" (Stoned Raiders) - 4:40*

- Bonus pjesme na europskom tržištu

## Izvođači
- B-Real – pjevač
- Sen Dog – pjevač
- DJ Muggs – produkcija, miksanje

## Vanjske poveznice
- allmusic.com - Greatest Hits From the Bong